# Abu Dhabi
Abu Dhabi (àrab: أبو ظبي, Abū Ẓabī) és el més gran dels set emirats que formen els Emirats Àrabs Units, amb 73.548 km² de superfície. És també una ciutat homònima d'aquest emirat, la ciutat d'Abu Dhabi, que fa de capital de l'estat, situada a la part central de la costa del golf Pèrsic dels EAU, a 24° 28′ N i 54° 22′ E. i dels mateixos Emirats Àrabs Units.

## L'emirat

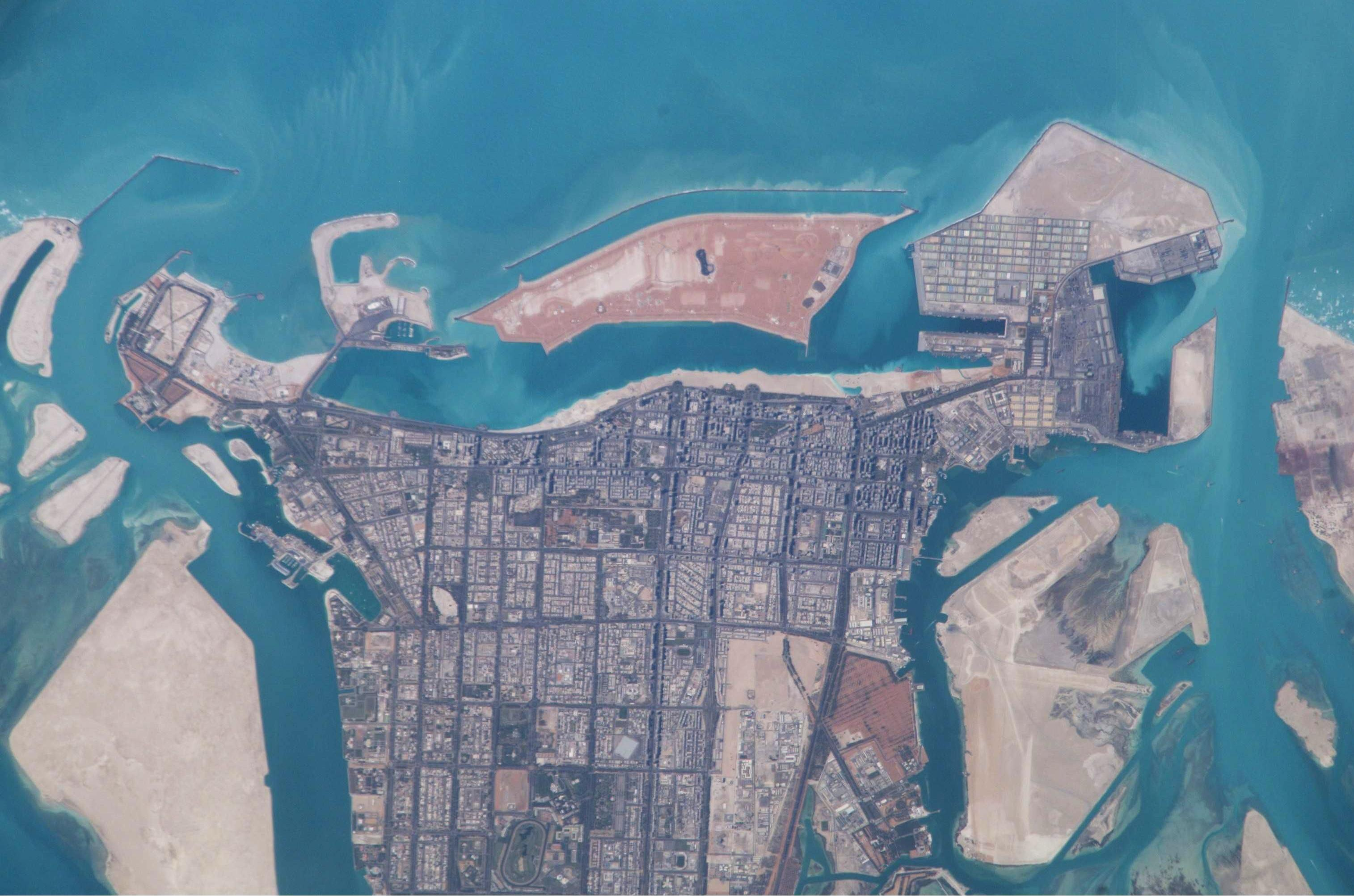
Imatge de satèl·lit de la ciutat d'Abu Dhabi
(març del 2003)

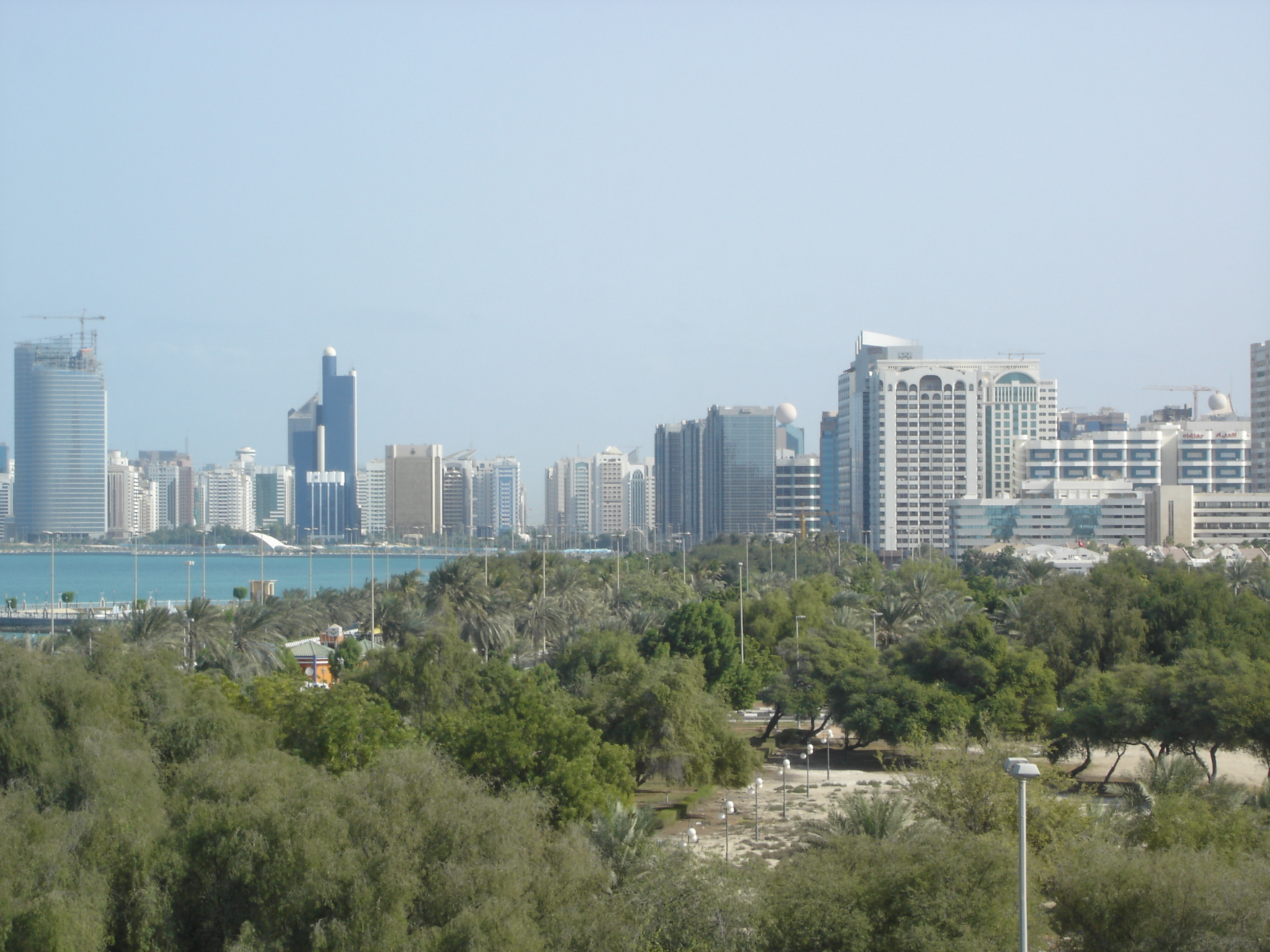
Vista d'Abu Dhabi

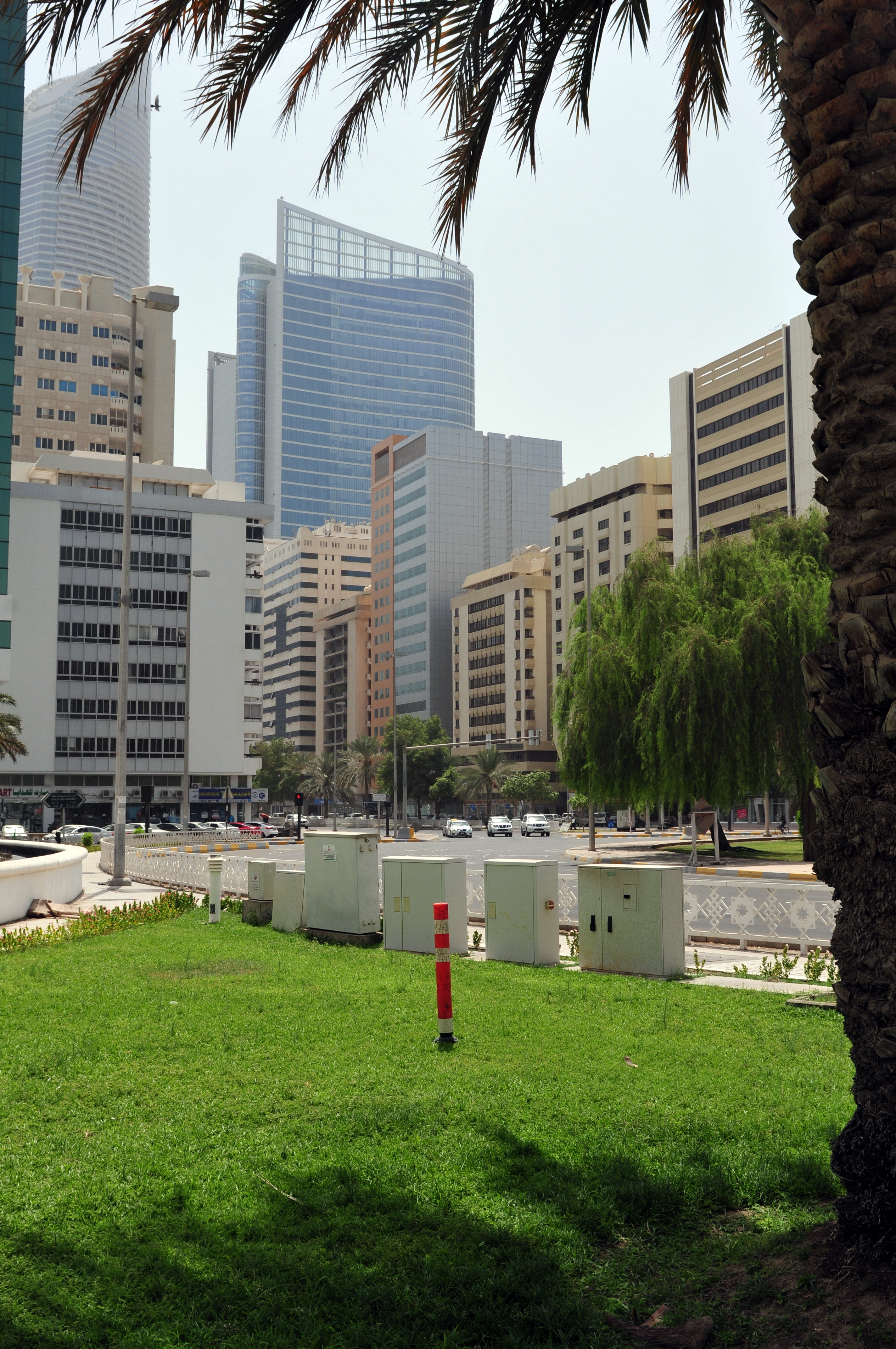
Abu Dhabi

Els Banu Yas es van establir a la regió anomenada Al-Zafra al segle xviii i van fundar la ciutat d'Abu Dhabi el 1761 en una illa separada del continent per un pas anomenat Al-Makta, protegida dels atacs des de la costa i amb un port protegit per vaixells lleugers.
Els Banu Yas però van romandre a l'interior del país fins que va arribar al poder Shakhbut ben Dhiyab, del clan dirigent dels Al Bu Falah, el 1795. Després del 1800 els wahhabites van aparèixer a la zona i van mantenir estrets contactes amb els pobladors de l'oasi de Buraimi i amb els Qawasimi o Kawasim, que governaven al nord, i pràcticament no van tenir contactes amb el xeic d'Abu Dhabi.
Shakhbut va signar el tractat de pau amb els britànics el 1820. Va estar amb guerra amb els Kawasin de Sharjah del 1825 al 1831. Quan va pujar al poder Khalifa ben Shakhbut el 1833 es va introduir finalment la influència wahhabita i va estar amb guerra altre cop amb els kawasin, però tot i així el 1835 Khalifa va signar el tractat de treva, que va esdevenir perpetu el 1853. Els Acords Exclusius de 1892 van posar el xeicat sota protectorat britànic.
El 1939 el xeic va atorgar la concessió de les prospeccions de petroli per 75 anys a la Petroleum Development Trucial Coast Ltd Co, filial de la Iraq Petroleum Company, però el 1952, sense haver trobat petroli, les prospeccions es van cancel·lar. Finalment es va trobar petroli el 1959.
Els conflictes fronterers amb Qatar per Al-Udayd i Al-Djiwa, i algunes illes s'han solucionat als darrers anys. També el conflicte amb Aràbia Saudita per Buraimi; la frontera amb Oman ha quedat igualment delimitada. Interiorment té ben delimitada la frontera amb Dubai (després de la guerra de 1947-1949) amb una zona neutralitzada, i amb Sharjah.
Arran de la independència dels Emirats Àrabs Units el 2 de desembre de 1971, la ciutat d'Abu Dhabi en va esdevenir la capital, i l'emirat fou el dirigent de la federació; la presidència federal correspon sempre al xeic d'Abu Dhabi que és el major contribuent al pressupost federal. L'actual xeic d'Abu Dhabi, Khalifa ben Zayed Al-Nahayan, és el president de la federació.
L'economia es basa gairebé exclusivament en la producció de petroli, ja que explota els jaciments de la regió des del 1959. Anualment produeix uns 100 milions de tones de cru. A diferència d'altres emirats, el d'Abu Dhabi pràcticament no va tenir emissions filatèliques.
Els xeics que han governat fins ara són:
- Xeic Dhiyab ben Isa ben Nahayan 1761 - 1795
- Xeic Shakhbut ben Dhiyab Al-Nahayan 1795 - 1816
- Xeic Muhammad ben Shakhbut Al-Nahayan 1816 - 1818
- Xeic Shakhbut ben Dhiyab Al-Nahayan 1818 - 18.. (segona vegada)
- Xeic Tahnun ben Shakhbut Al-Nahayan 1818 - Abril 1833 associat)
- Xeic Khalifa ben Shakhbut Al-Nahayan Abril 1833 - 1845
- Sultan ben Shakhbut Al-Nahayan Abril 1833 - Juliol 1845 (associat)
- Xeic Isa ben Khalid (usurpador) Juliol 1845 - Setembre 1845
- Xeic Dhiyab ben Isa (usurpador) Setembre 1845 - Desembre 1845
- Xeic Said ben Tahnun Al-Nahayan Desembre 1845 - 1855
- Xeic Zayed I ben Khalifa Al-Nahayan 1855 - Maig 1909
- Xeic Tahnun II ben Zayed Al-Nahayan Maig 1909 - Octubre 1912
- Xeic Hamdan ben Zayed Al-Nahayan Octubre 1912 - 22 d'agost de 1922
- Xeic Sultan ben Zayed Al-Nahayan 22 d'agost de 1922 - 4 d'agost de 1926
- Xeic Saqr ben Zayed Al-Nahayan 4 d'agost de 1926 - 1 de gener de 1928
- Xeic Shakhbut II ben Sultan Al-Nahayan 1 de gener de 1928 - 6 d'agost de 1966
- Xeic Zayed II ben Sultan Al-Nahayan 6 d'agost de 1966 - 2 de novembre del 2004
- Xeic Khalifa ben Zayed Al-Nahayan 2 de novembre del 2004 -